# NGC 3699
NGC 3699 – mgławica planetarna położona w gwiazdozbiorze Centaura. Została odkryta 1 kwietnia 1834 roku przez Johna Herschela.